# Kirche Differdingen

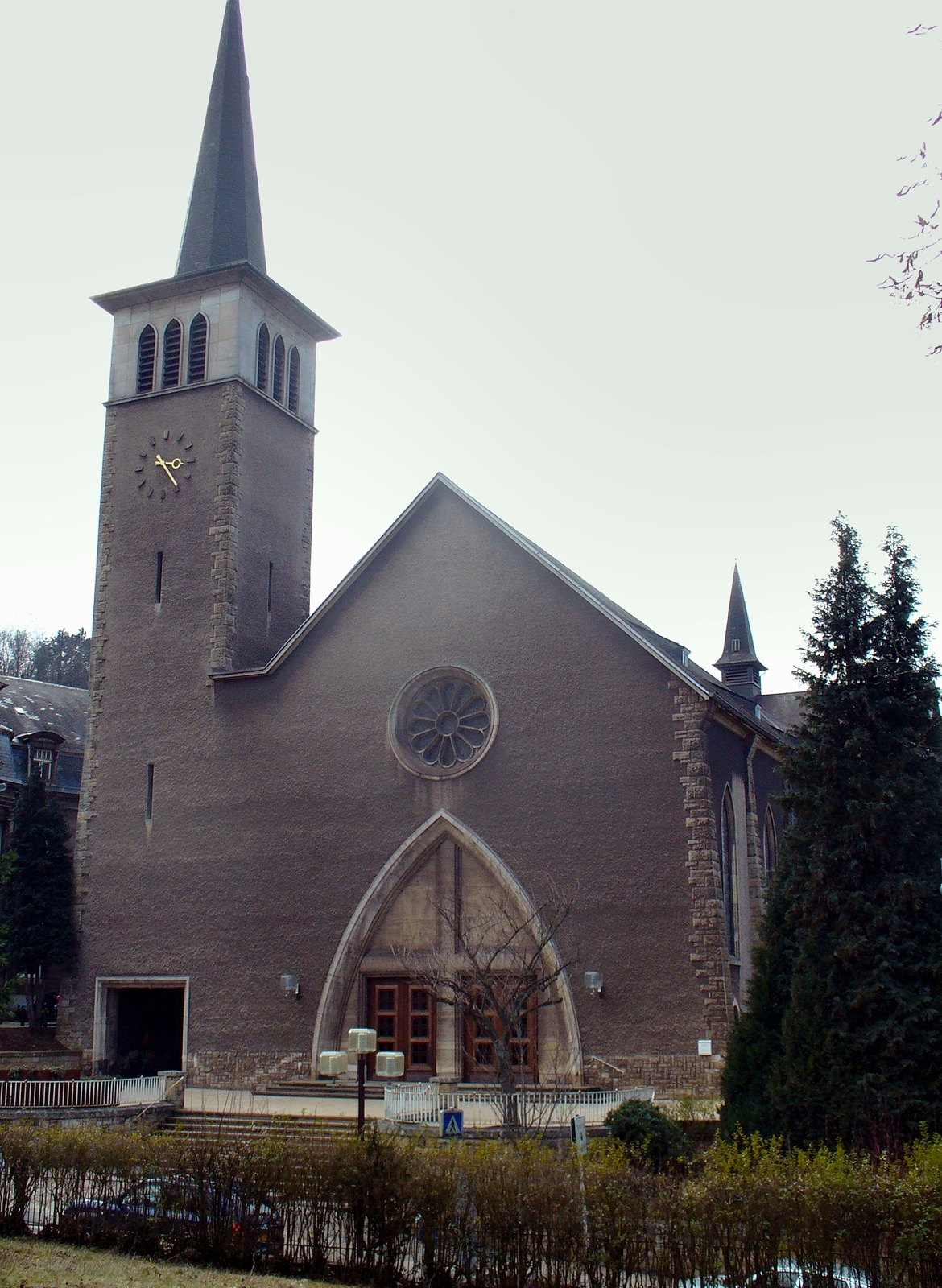
Notre-Dame des Douleurs

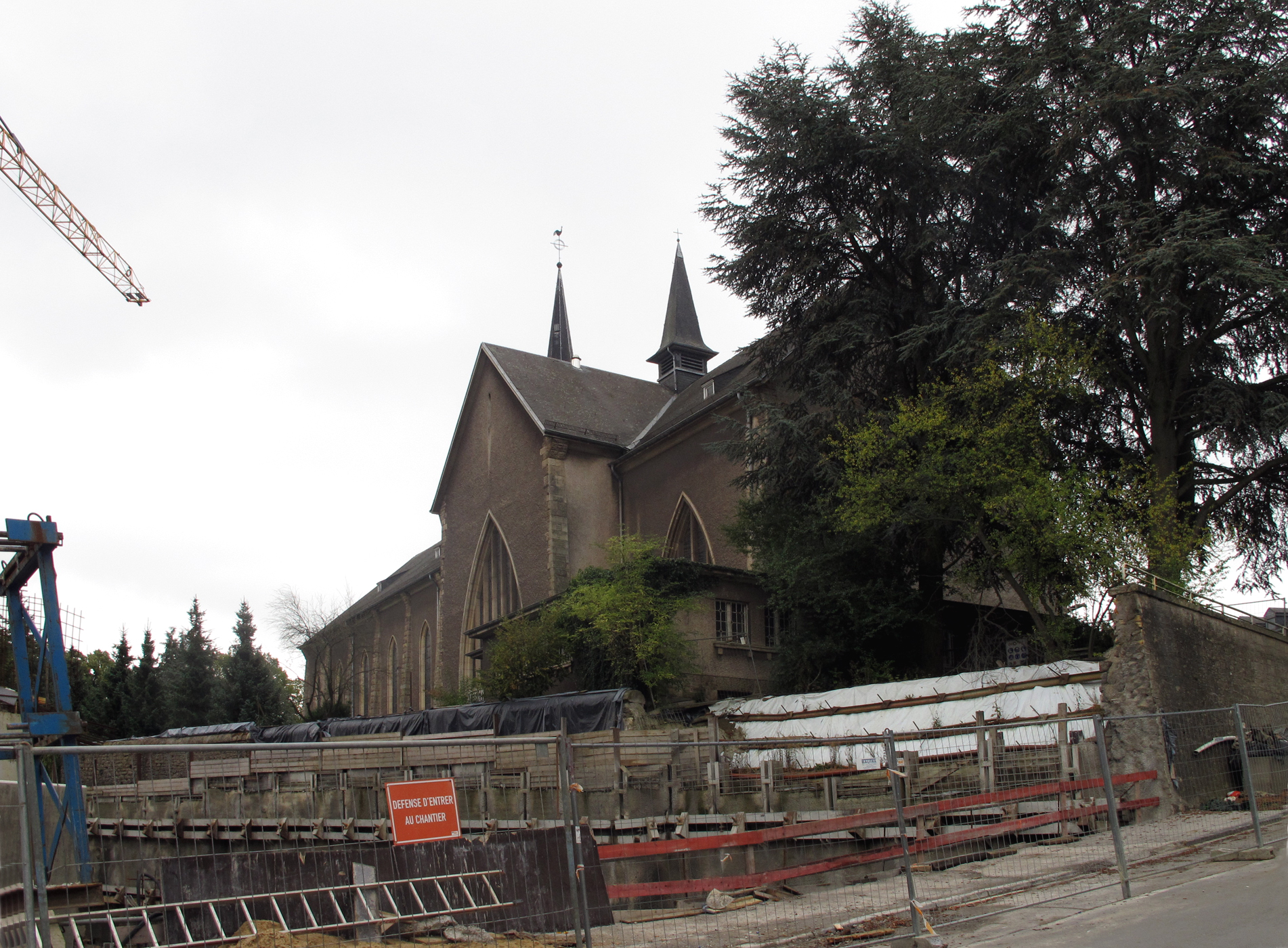
September 2012 kurz vor dem Abbruch

Als römisch-katholische Kirche Differdingen (das letzte Gebäude als luxemburgisch: Kierch Notre-Dame des Douleurs vun Déifferdeng, kurz: Kierch Déifferdeng; französisch: Église Notre-Dame des Douleurs Differdange bezeichnet) in Differdingen werden abgegangene Kirchengebäude der Pfarrei Déifferdeng Saint-François-d’Assise bezeichnet. Die Pfarrei gehört zum Dekanat Esch-sur-Alzette und zum Erzbistum Luxemburg (luxemburgisch: Äerzbistum Lëtzebuerg), welches das gesamte Großherzogtum Luxemburg umfasst.
Die Schutzpatronin der Kirche war Maria, Mutter Jesu, in der Darstellung als Mater Dolorosa.

## Geschichte
1466 wird urkundlich die älteste bekannte Kapelle in Differdingen erwähnt. Diese wurde um 1500 durch Kriegshandlungen zerstört. Zwischen 1552 und 1772 wurden mehrere Kapellen erwähnt. 1803 wurde Differdingen erstmals eine eigene Pfarrei, aus finanziellen Gründen wurde jedoch 1805 diese Pfarrei wieder aufgelöst und Differdingen wieder Teil der Pfarre Oberkorn (siehe auch: Kirche Oberkorn).
Der direkte Vorläuferbau der Kirche in Differdingen war eine kleine, baufällig Kapelle, die anstelle der Mädchenhaushaltungsschule in der Bergstraße stand. Auf Betreiben des Pfarrers, Johann Pfeiffer († 1866 an Cholera), schenkte die Familie de Cressac de Soleuvre einen ihrem Schloss gegenüberliegenden Garten zum Bau einer Pfarrkirche, einer Schule, eines Pfarrhauses und des Kirchhofs.
Von 1860 bis 1862 wurde die Pfarrkirche zum Preis von rund 70.000 Franken gebaut. 1861 wurde von der Pfarrei Oberkorn die Pfarrei Differdingen noch einmal losgelöst und zu einer eigenständigen Pfarrei. 1864 wurde das Pfarrhaus fertiggestellt. Erster Pfarrer wurde Johann Pfeiffer, der von der Pfarre Oberkorn hierher wechselte.
Durch das starke Bevölkerungswachstums zu Beginn des 20. Jahrhunderts wurde die bisherige Differdinger Kirche zu klein und es wurde eine Kirchenerweiterung angedacht und darum angesucht (1908, 1910, 1912). 1928 beschloss der Gemeindeart, die Pfarrkirche zu vergrößern, was jedoch aufgrund verschiedener Umstände unterblieb. 1932 wurde vom Gemeinderat sodann nur die Renovierung zugesagt und eine Vergrößerung auf unbestimmte Zeit verschoben. Am 8. November 1932 wurde ein Bauverein für den Bau einer neuen Kirche in Fousbann (siehe: Saint-Joseph (Differdingen), 1933/34 gebaut) und die Erweiterung der bisherigen Differdinger Pfarrkirche gegründet. 1912 wurde der Friedhof aufgegeben.
1947 erfolgte eine Restaurierung der Kirche, der jedoch bereits 1954 der Abriss folgte. Neben der alten Kirche wurde eine neue (Notre-Dame des Douleurs) errichtet.

## Kirche Notre-Dame des Douleurs
Die Kirche Notre-Dame des Douleurs war ein moderner Kirchenbau, der 1954 nach Plänen des Architekten René Fournelle errichtet und am 18. Dezember 1955 von Bischof Léon Lommel eingeweiht wurde. Am Boden des Chors befand sich ein Mosaik, das 1955 von Pfarrer Pierre Roos und vielen Gläubigen aus Differdingen für rund eine Million Franken gekauft wurde. Es zeigte Szenen aus dem Leben Jesu und der Jungfrau Maria und wurde von Jean Barillet entworfen.
Die Orgel stammte vom Orgelbauunternehmen Georg Haupt aus Lintgen, die Fenster und die Kreuzwegdarstellungen von Gustave Zanter. In der Kirche befand sich auch der sogenannte Papstaltar (luxemburgisch: Poopstaltor), der am 15. Mai 1985 bei der Messe vor dem Tor II von Esch-Belval von Papst Johannes Paul II. benutzt worden war. Der Altar war speziell für diesen einen Zweck bei ARBED-Belval hergestellt worden. Von Pfarrer Émile Post wurde der Altar dann kurze Zeit später in die Kirche von Differdingen gebracht.
2010 musste der Zugang zur Kirche wegen Einsturzgefahr gesperrt werden. Am 1. Advent, dem 2. Dezember 2012, wurde die Kirche von Erzbischof Jean-Claude Hollerich im Rahmen einer liturgischen Feier entweiht.
Am 10. Dezember 2012 begannen die Abbrucharbeiten wegen der bestehenden Bauschäden.
Die 1934 fertiggestellte Kirche Saint-Joseph im Ortsteil Fousbann von Differdingen besteht weiterhin.